# パーシュース (空母)
パーシュース（英: HMS Perseus, R51）は、イギリス海軍のコロッサス級航空母艦の4番艦。ヴィッカース・アームストロング社にて建造された。

## 艦歴
姉妹艦のパイオニア (HMS Pioneer, R76) 同様、パーシュースの設計は建造途中に航空機整備艦に変更された。
1949年、パーシュースは現代の航空母艦にとって最も重要な発明の内の1つ、蒸気カタパルトの開発のための試験艦として使用された。
その後1953年にパイオニアと共に航空機運送艦に変更される。
1955年に改修が行われ、1957年に予備役となり、1958年にスクラップとして売却された。